# Dokumentacja Systemu Zarządzania Jakością
Dokumentacja Systemu Zarządzania jakością (SZJ) – zbiór udokumentowanych informacji, które służą do planowania, wdrażania, monitorowania i doskonalenia procesów w organizacji. Jej głównym celem jest zapewnienie zgodności działań z wymaganiami normy ISO 9001 oraz wewnętrznymi standardami organizacji. Dokumentacja umożliwia:
- kontrolę i nadzór nad procesami,
- monitorowanie działań i wyników,
- ujednolicenie metod pracy w całej organizacji,
- zwiększenie skuteczności szkoleń pracowników,
- potwierdzenie zgodności z wymaganiami normy ISO 9001 oraz innymi regulacjami (także innymmi normami).

W skład dokumentacji SZJ wchodzą m.in.: polityka jakości, cele jakościowe, procedury, instrukcje, zapisy oraz inne dokumenty wymagane przez normę lub uznane za niezbędne przez organizację 
Zgodnie z ISO 9001:2015, dokumentacja nie musi przyjmować formy papierowej – może być przechowywana w formie elektronicznej, na różnych nośnikach, o ile zapewniony jest nadzór nad jej aktualnością, dostępnością i integralnością.
Opracowanie, wdrażanie i funkcjonowanie SZJ jest związane z tworzeniem dokumentacji systemowej. Dokumentacja systemowa jest wymagana przez normę ISO i organizacja wdrażająca system nie może się od tego obowiązku uchylić. Norma dzieli dokumentację operacyjną na dwa rodzaje, mianowicie na „procedury dokumentowane” i na inne „dokumenty” np. rejestry, potrzebne organizacji, aby mogła sama planować realizować i nadzorować swoje procesy. W skład wymaganych „procedur udokumentowanych” wchodzą: nadzór nad dokumentami, nadzór nad zapisami, audyt wewnętrzny, nadzór nad wyrobem niezgodnym, działania korygujące i naprawcze. Dokumentacja SZJ obejmuje politykę jakości i cele dotyczące jakości oraz wymaga użytkowania kilku rodzajów dokumentów, do których należą: Księga Jakości, plany jakości, specyfikacje z wymaganiami, wytyczne zawierające zalecenia lub propozycje, oraz zapisy. Księga Jakości dostarcza spójnych informacji o SZJ, plany jakości opisują jak system jest stosowany do określonego wyrobu lub przedsięwzięcia, zaś zapisy dostarczają obiektywnego dowodu o wykonanych działaniach lub osiągniętych wynikach. Norma wymaga ustanowienia procedur i instrukcji pracy, które określają, jak jednakowo wykonać działania i procesy. Procedury tyczą się kontroli: dokumentów, zapisów, audytów, wyrobów niezgodnych, realnych i potencjalnych niezgodności.
Struktura dokumentacji zazwyczaj jest przedstawiana w postaci hierarchii ważności i wzajemnego podporządkowania w postaci piramidy, co zapewnia jej przejrzystość. Praktyka wskazuje, że najlepiej rozpocząć dokumentację od procedur, następnie opracować instrukcji i inne dokumenty, a na samym końcu księgę jakości.
Właściwie prowadzona dokumentacja SZJ umożliwia spójność działania i komunikowania zamiarów w systemie, zatem stanowi nieodzowny element tego systemu. Jej stosowanie otwiera perspektywy do osiągnięcia zgodności z wymaganiami klienta, do doskonalenia jakości i do zapewnienia odpowiedniego szkolenia, do zapewnienia powtarzalności i identyfikowalności oraz dla oceny skuteczności i ciągłej przydatności SZJ. Zatem tworzenie dokumentacji jest działaniem tworzącym dodatkową wartość dla podmiotu gospodarczego.

## Księga jakości
Księga jakości jest uporządkowanym opisem działającego Systemu Zarządzania Jakością, powołującym się na zbiory procedur oraz szczegółowe instrukcje w sprawach mających wpływ na poziom jakości pracy. Wszystkie rodzaje dokumentów powinny być ze sobą powiązane przez Księgę Jakości i przywołane w jej odpowiednich fragmentach. W Księdze opisane są charakterystyka i zakres Systemu Zarządzania Jakością, czyli jakie rodzaje działalności są objęte systemem. Według ISO stanowi ona opracowanie nadrzędne wobec całej dokumentacji SZJ. W przeciwieństwie do innych dokumentów, jest ona udostępniana klientom i spełnia również funkcje marketingowe.